# بول روبنسون (لاعب كرة قدم)
بول روبنسون (بالإنجليزية: Paul Robinson)‏ (و. 1982  م) هو لاعب كرة قدم، من المملكة المتحدة، يلعب كمُدَافِع.

## روابط خارجية
- بول روبنسون على موقع قاعدة بيانات كرة القدم.إي يو (الإنجليزية)
- بول روبنسون على موقع Soccerbase.com (لاعب) (الإنجليزية)
- بول روبنسون على موقع Soccerway.com (الإنجليزية)